# Hoya sarcophylla
Hoya sarcophylla är en oleanderväxtart som beskrevs av Henry Nicholas Ridley. Hoya sarcophylla ingår i släktet Hoya och familjen oleanderväxter. Inga underarter finns listade i Catalogue of Life.